# 乌耶-塞纳河畔卡里耶尔站
乌耶-塞纳河畔卡里耶尔站（法語：Gare de Houilles - Carrières-sur-Seine），是法国的一个铁路车站，属于大区快铁A线A3支线和A5支线。位于伊夫林省乌耶，临近塞纳河畔卡里耶尔。属于第四收费区（法語：Zone 4）。本站安装有自动售票机，每天白天10分钟一班列车，夜间15分钟一班列车。